# Gaydar
El gaydar (contracción de las palabras gay y radar) es la capacidad intuitiva de identificar la orientación sexual de otra persona.

## Función del gaydar
La idea del gaydar se complica cuando el hombre gay no entra dentro del estereotipo del «gay fashion»; también con hombres metrosexuales, independientemente de su sexualidad, quienes parecen haber aumentado el sentido de la estética y llevan un expuesto modo de vida, con hábitos e intereses dedicados a la apariencia personal, muy parecidos al estereotipo de un hombre gay de ciudad.

## Estudios científicos
Un estudio del Monell Chemical Senses Center de Filadelfia publicó en el Diario de Ciencia Psicológica que «a los hombres homosexuales se les da particularmente bien detectar el almizcle de otros hombres homosexuales». William Lee Adams, un estudiante de Harvard, realizó una investigación previa junto a su consejero, el Dr. Nalini Ambady, quien se encuentra en la Universidad de Tufts. El investigador William T. L. Cox y sus colegas propusieron que el gaydar es una simple forma de etiquetar a las personas LGBT para inferir su orientación sexual.
El estudio original de Ambady, publicado en 1999, mostró que los homosexuales eran mejores identificando correctamente la orientación sexual en videos sin audio y fotografías de lo que lo eran los heterosexuales. La investigación de Adams comenzó en 2004, focalizándose exclusivamente en el rostro de las personas, el punto de más interacción social. Este descubrimiento fue elaborado por Ron Smyth y sus colegas en 2003, encontrándose fundamentos bioquímicos en el sistema de «radar» de los homosexuales, aspectos no presentes en hombres ni mujeres heterosexuales. Aun cuando todos los homosexuales alegan uso acertado del gaydar, la investigación demostró que los hombres son más «precisos» que las mujeres, y que el roce social homosexual lo perfila. Entre otros aspectos, el saberse inequívocamente homosexual, «haber salido del clóset», entre otros aspectos, parecen ser factores que apuntan a la precisión.

## Críticas
Algunos creen que la idea del «gaydar» tiene un efecto negativo de percepción de la orientación sexual ya que esta tipifica, y así restringe, la individualidad de quienes son detectados con el gaydar.